# Беневше
Беневше (азерб. Bənövşə) — азербайджанский народный танец. Олицетворяет молодость и радость.

## Этимология
Танец носит название одного из наиболее любимого в народе растения — фиалки.

## Музыкальная характеристика
Танец обладает лирической мелодией. Музыкальный размер — 6/8. Темп — умеренный.

## Исполнение
Танец «Беневше» традиционно исполняется женщинами, как сольно, так и парно. Для танца характерны свободные и выразительные движения рук, сюзьма и др. Танец широко распространён и среди других народов Закавказья. Благодаря тому, что дагестанские лезгины, рутульцы, цахуры издавна поддерживали тесные культурные и экономические связи с северными районами Азербайджана, танец «Беневше» танцевали также на свадьбах в южном Дагестане